# Jacques Tits
Jacques Tits (tiếng Pháp: [tits]) (sinh ngày 12 tháng 8 năm 1930 - mất ngày 5 tháng 12 năm 2021) là một nhà toán học người Pháp gốc Bỉ, nghiên cứu về lý thuyết nhóm và hình học tỷ lệ. Ông đã giới thiệu các khái niệm tòa nhà Tits, thay thế Tits, nhóm Tits và khoảng cách Tits.

## Cuộc đời và sự nghiệp
Tits được sinh ra ở Uccle. Bỉ có cha là Léon Tits, một giáo sư, và mẹ ông là Lousia André.
Jacques theo học tại trường Athénée of Uccle và Đại học Tự do Brussels. Ông làm nghiên cứu sinh tiến sĩ dưới sự hướng dẫn của Paul Libois. Năm 1950, ông bảo vệ luận án với nhan đề Généralisation des groupes projectifs basés sur la notion de transitivité.
Sự nghiệp hàn lâm của ông bao gồm các chức danh giáo sư tại Đại học Tự do Brussels (nay được tách thành Đại học Libre de Bruxelles và Đại học Vrije Universiteit Brussel) (1962–1964), Đại học Bonn (1964–1974) và Collège de France ở Paris, cho đến khi trở thành giáo sư nghỉ hưu vào năm 2000.
Ông đổi quốc tịch Pháp vào năm 1974 để giảng dạy tại Collège de France, tại thời điểm đó, bắt buộc ông phải có quốc tịch Pháp. Vì luật quốc tịch Bỉ lúc đó không cho phép mang hai quốc tịch nên ông đã từ bỏ quốc tịch Bỉ của mình. Ông là thành viên của Viện Hàn lâm Khoa học Pháp kể từ đó.
Tits từng là thành viên "danh dự" của nhóm Nicolas Bourbaki; và ông đã giúp phổ biến các công trình của H.S.M. Coxeter, giới thiệu các thuật ngữ như số Coxeter, nhóm Coxeter và đồ thị Coxeter.

### Giải thưởng
Tits đã nhận được Giải thưởng Wolf về Toán học năm 1993, Huy chương Cantor từ Deutsche Mathematiker-Vereinigung (Hội Toán học Đức) vào năm 1996, và giải thưởng Đức "Pour le Mérite".
Năm 2008, ông được trao Giải thưởng Abel, cùng với John Griggs Thompson, "vì những thành tựu sâu sắc của họ trong đại số và đặc biệt là trong việc định hình lý thuyết nhóm hiện đại".
Ông là thành viên của Viện Hàn lâm Khoa học và Văn thư Na Uy. Ông trở thành thành viên nước ngoài của Viện Hàn lâm Khoa học và Nghệ thuật Hoàng gia Hà Lan vào năm 1988.

### Qua đời
Tits qua đời vào ngày 5 tháng 12 năm 2021, hưởng thọ 91 tuổi.